# Histoire de Naples
 (août 2025).
Si vous disposez d'ouvrages ou d'articles de référence ou si vous connaissez des sites web de qualité traitant du thème abordé ici, merci de compléter l'article en donnant les références utiles à sa vérifiabilité et en les liant à la section « Notes et références ».
L'histoire de la ville de Naples couvre une période de plusieurs millénaires, les plus anciennes traces d'occupation humaine retrouvées remontant au néolithique.

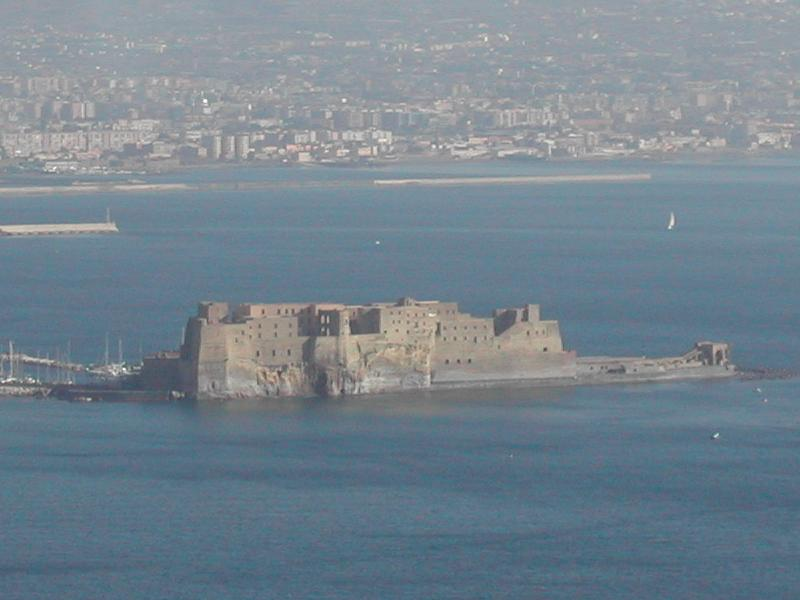
Îlot de Megaride, lieu des premières implantations grecques

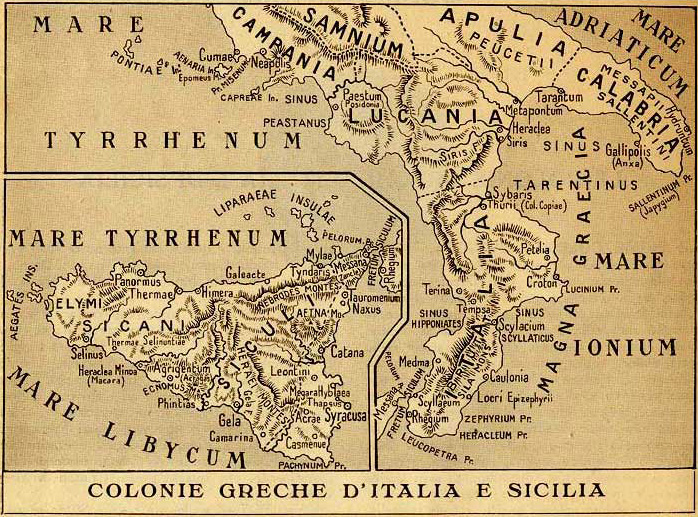
Colonies de la Grande-Grèce

Le site de Naples est occupé entre le XIe et le VIIIe siècle av. J.-C. par des fermiers grecs et la cité de Cumes est fondée au VIIIe siècle av. J.-C. La cité est refondée sous le nom de Neapolis (Νεάπολις en grec, nouvelle ville en français) dans la zone basse vers la fin du VIe siècle av. J.-C. Elle fait partie des principales villes de la Grande-Grèce.
Au cours de son histoire, Naples voit se succéder de longues et nombreuses dominations étrangères. Au VIIe siècle, après l'Empire romain, la ville est la capitale du Duché de Naples, d'abord province byzantine, puis autonome. À partir du XIIIe siècle et pour environ six cents ans, elle est capitale du royaume de Naples.
Au début du XVe siècle, sous l'autorité du roi Ladislas Ier de Naples, une première tentative de réunification de l'Italie est menée et la ville devient, par la suite, le centre politique de l'Empire aragonais.
Pour des raisons historiques, artistiques et politiques, elle est, du Moyen Âge tardif jusqu'au Risorgimento, l'un des principaux centres culturels à l'égal des autres principales capitales du continent.
Capitale du royaume des Deux-Siciles annexée par le royaume de l'Italie, la ville, à l'instar de tout le Mezzogiorno, connaît un déclin socio-économique.
L'une des trois résidences officielles du Président de la République italienne se trouve à Naples, la Villa Rosebery.

« Européenne avant qu'italienne elle a toujours préféré le dialogue direct avec Madrid ou Paris, Londres ou Vienne, ses homologues, en snobant Florence, Milan ou Rome »

— Fernand Braudel

## Histoire

### Période préhistorique
Des fouilles archéologiques à Capri et Sorrente ont permis de faire d'importantes découvertes datant de la période préhistorique. À proximité de Cumes, se trouvent des vestiges des Osques datant de l'âge du bronze (2300-900 av. J.-C.) et de l'âge du fer (900-730 av. J.-C.). Dans le sous-sol de Naples, seules quelques traces et des tessons de céramique datant de cette période ont été trouvées. Néanmoins au cours des millénaires précédant l'arrivée des Grecs, la région n'est pas complètement dépeuplée. Dans le cadre de la construction de la ligne 1 du métropolitain de Naples, à la station Toledo, des traces de sillons et des fragments de céramique datant du Néolithique (IVe millénaire av. J.-C.) ont été trouvés, ainsi que dans les années 1950 à Materdei des tombes du Chalcolithique (fin IIIe millénaire av. J.-C.) se rapportant à la Culture de Gaudo. En 2000, dans la proche ville de Nola, au pied du Vésuve côté est, lors de la construction d'un supermarché, est découvert un village de l'âge du bronze, daté de -4000 à -3800, dont les restes avaient été recouverts par une éruption.

### Période gréco-romaine
Des colons grecs originaires de l’île de Rhodes fondent au IXe siècle av. J.-C. sur l’ îlot de Megaride un premier habitat. Par la suite, la cité de Parthénope (qui signifie « vierge », en grec) est fondée conjointement par la colonie grecque de Cumes et par des réfugiés de Samos sur le promontoire de Pizzofalcone vers le VIIIe siècle av. J.-C.
Ceux-ci sont probablement forcés d’abandonner le site à la suite de l’arrivée dans la région des Étrusques au VIe siècle av. J.-C. qu'ils récupèrent vers 470 av. J.-C., grâce à la victoire de la bataille de Cumes.
Le premier établissement significatif qui daterait du VIIIe siècle av. J.-C., fondée sur la colline de Pizzofalcone, est appelé Palaiopolis (la ville ancienne). Une nouvelle zone urbaine est fondée dans la plaine au cours du Ve siècle av. J.-C. (les découvertes récentes la datant plutôt de la fin du VIe siècle av. J.-C.) par de nouveaux colons, cette nouvelle fondation est appelée Néapolis (« nouvelle ville »).
Alliée de Rome au IVe siècle av. J.-C., la ville conserve longtemps sa culture grecque et reste la ville la plus peuplée de la péninsule italienne et sans aucun doute sa véritable capitale culturelle. Virgile, le grand poète romain, compose à Naples, le Bucolique, les Géorgiques et l'Énéide. À Naples, sous l'empereur Auguste, est proclamé le siège des Jeux Isolimpici, sur le modèle d'Olympie (Grèce).
Elle remplace Capoue comme capitale de la Campanie après la bataille de Zama, en raison de la confiscation de la citoyenneté et des territoires de cette dernière, à la suite de son alliance avec Hannibal avant la bataille de Cannes.

#### L’éruption du 24 octobre 79
L'éruption du Vésuve, qui ensevelit Pompéi et Herculanum le 24 octobre 79, est une éruption plinienne. Pline le Jeune l'a décrite dans une lettre à Tacite, ainsi que la mort de son oncle Pline l'Ancien.

### Période byzantine
Naples est tout d’abord sous la domination des Byzantins (VIe et VIIe siècles).

C'est au Castel dell'Ovo que le dernier empereur romain Romulus Augustule est emprisonné après sa chute.
À la fin de l'empire, la ville résiste à l'invasion lombarde et reste rattachée à l'empire byzantin.
À la fin du VIe siècle, Naples devient la capitale d'un duché byzantin. En 751, avec la chute de l'exarchat de Ravenne dont il relève, le duché devient indépendant.
Le duché reste autonome de 763 à 1139 avant de passer sous la dynastie normano-suève (1139 - 1266). Dans cette période, la ville est bien défendue contre la papauté, les Francs, les Byzantins, les Lombards, les Sarrasins, Salerne et Bénévent. Seuls les Normands réussissent à la conquérir.

### Période normande
En 1030, pour faire face à la menace byzantine, le duc Serge IV de Naples accueille des Normands dirigés par Rainulf Drengot, dans la cité vassale d'Aversa. Les Normands ne cessent d'accroître leurs possessions en Italie du sud et en 1139, Roger II de Sicile, fondateur du royaume de Sicile, incorpore la ville au royaume. Naples devient la seule ville italienne qui entre dans la ligue hanséatique (1164). Les villes de la ligue détenait le monopole du commerce sur la majeure partie de l'Europe et la mer Baltique.

Le royaume de Sicile en 1154

### Période suève
Entre [1197 et 1220, la papauté cherche à rompre l'encerclement des Hohenstaufen. Le royaume de Sicile est laissé sans pouvoir central fort, des villes comme Naples et Gaète développent des institutions communales. Barons et évêques usurpent les prérogatives royales.
Dès 1220, Frédéric II, fils d'Henri VI, est empereur. Aux assises de Capoue en décembre, il rappelle la loi normande et annule les concessions ultérieures à 1189, pour punir ceux qui ont abusé de la vacance du pouvoir. En 1230, les constitutions de Melfi, inspirées du droit romain, donnent des lois au royaume.

#### La première université laïque et d'État
L'Université de Naples « Frédéric-II » est fondée par l'empereur du Saint Empire romain germanique Frédéric II le 5 juin 1224. C'est la plus ancienne institution d'enseignement supérieur et de recherche du monde soutenue par l'État. Un des plus célèbres étudiants de cette université est le théologien et philosophe catholique Thomas d'Aquin.
Pendant la domination normano-suèves, Naples, jouit d'une relative tranquillité propice à un premier développement et la mise en place d'une organisation juridique et administrative.

#### Naissance de la musique napolitaine
L'origine de la chanson napolitaine date du XIIIe siècle coïncidant avec la fondation de l'université laïque d'état (1224) et la diffusion de la passion de la poésie et des invocations chorales des femmes de maison envers le soleil. Cette expression spontanée du peuple de Naples manifeste surtout la contradiction entre les beautés naturelles et les difficultés de la vie quotidienne qui se développe au XVe siècle quand la langue napolitaine devient la langue officielle du royaume et que de nombreux musiciens, s'inspirent des chœur musicaux populaires et commencent à composer des farces théâtrales, frottoles et ballades.
Le phénomène s'étend à la fin de XVIe siècle, quand la « villanella à la napolitaine » conquiert l'Europe jusqu'à la fin du XVIIIe siècle.
Cette expression artistique populaire qui est à l'époque caractérisée par le positivisme et l'optimisme, raconte la vie, le travail et les sentiments populaires.

### Période angevine: capitale du royaume de Sicile

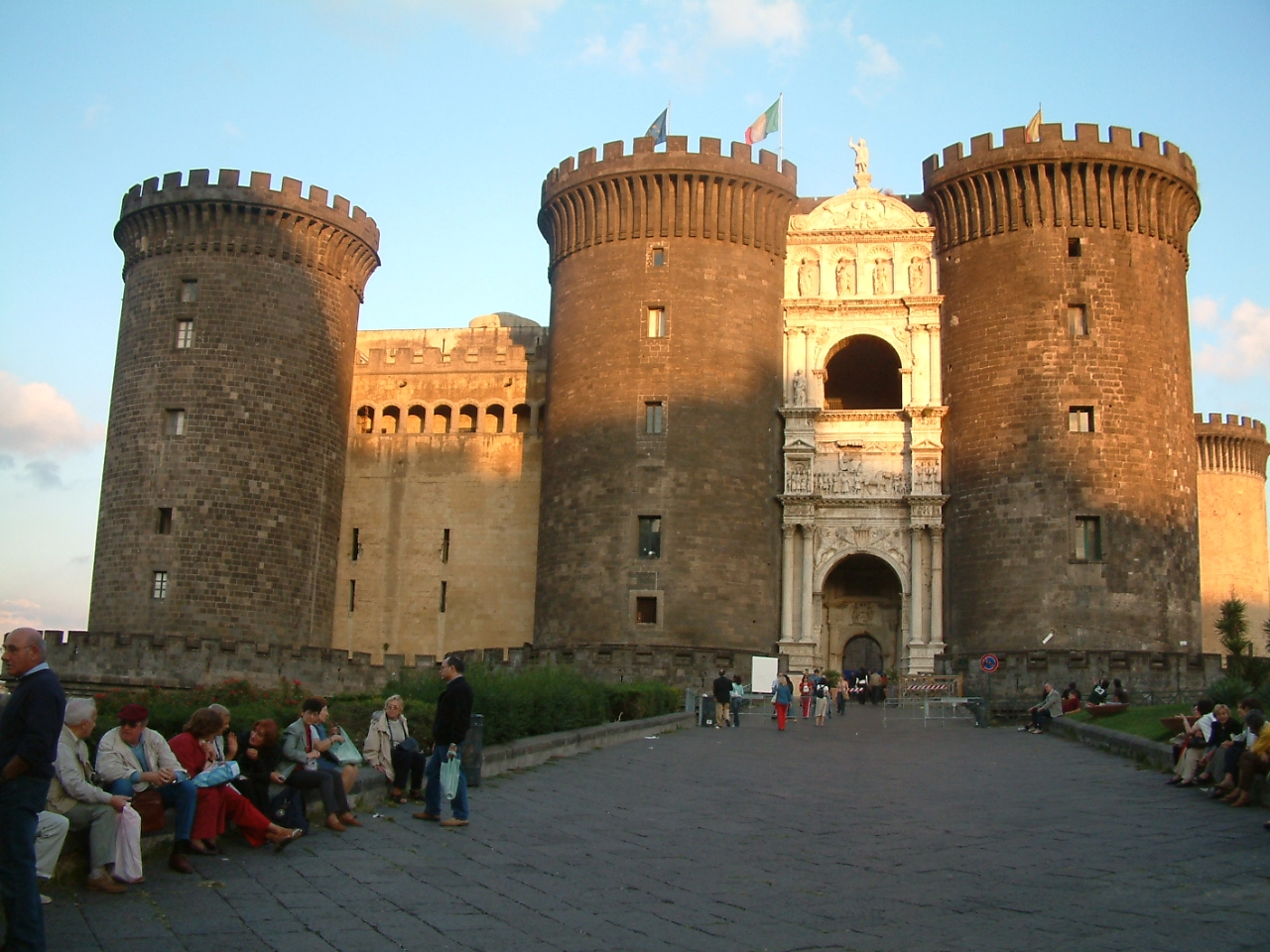
Le Castel Nuovo est construit de 1279 à 1284 sur ordre du Charles Ier de Sicile. La décoration est faite par Giotto di Bondone

Le 14 mai 1265, Charles Ier de Sicile est couronné roi de Sicile. Charles met en place un régime fort et despotique, il remplace les barons rebelles par des nobles français, confisque les biens et déplace la capitale du royaume, de Palerme, dans la Terre de Labour, à Naples. Avec les Vêpres siciliennes, le territoire est scindé, donnant la formation du royaume de Sicile (partie insulaire) et le nouveau royaume de Naples (partie continentale).

### Royaume de Naples
Le royaume de Naples est issu de la scission du royaume de Sicile provoquée par les Vêpres siciliennes de 1282. Le roi Charles d'Anjou est chassé de l'île de Sicile par les troupes de Pierre III d'Aragon. Il ne se maintient que sur la partie continentale du royaume, ce que l'on a coutume d'appeler le « royaume de Naples », bien qu'en fait le titre royal ne portant que sur la Sicile, les rois dits de Naples s'intitulent rois de Sicile.
Cette dynastie est, politiquement, très puissante : la famille royale entre sur la scène politique de l'Italie, des Balkans, de la Hongrie, de la Tunisie et du Moyen-Orient (en particulier Jérusalem et l'Empire latin de Constantinople).
En 1442, le roi Alphonse V d'Aragon s'empare du royaume de Naples, et crée le royaume des Deux-Siciles, dépendance de la couronne d'Aragon. À sa mort, le royaume est de nouveau séparé, et son bâtard, Ferdinand, hérite de Naples.

### Période aragonaise
Alphonse V d'Aragon prend possession de Naples en 1443 après sa victoire (1442) contre René d'Anjou qui a hérité du royaume de Naples en 1435 en vertu du testament de Jeanne II reine de Naples et se bat, de 1438 à 1442, sans succès, contre Alphonse V d'Aragon pour faire valoir ses droits. Il rentre en France en 1442, ne gardant du royaume de Naples que le titre de roi de Jérusalem et de Sicile.
La nouvelle dynastie développe le commerce, reliant Naples à la péninsule ibérique et faisant de Naples un centre de la Renaissance italienne : de nombreux artistes viennent y travailler : Francesco Laurana, d'Antonello da Messina, Jacopo Sannazaro et Angelo Poliziano.
Dans le XIVe et le XVe siècle, Naples devient la capitale d'Empire d'Aragon, sous les rois Alphonse V et Ferdinand II d'Aragon.
En 1501, les deux royaumes sont réunis sous le royaume espagnol.
En 1502 le général espagnol Gonzalve de Cordoue entre en ville, inaugurant deux siècles d'un régime dirigé par des vice-rois despotiques.
Avec les Catalans, Naples connait un développement culturel et commercial. Elle passe en héritage à Charles V et reste sous la domination espagnole jusqu'en 1707, à l'exception de la brève conquête de Charles VIII en 1495 et du court épisode de la République napolitaine de 1647.
Les « quarteras », (quartiers espagnols) datent de cette époque ainsi que la naissance de la Camorra, faisant office de contre-pouvoir.

### Charles VIII: la prise de Naples et les guerres d'Italie
Les guerres d'Italie sont une suite de conflits menés par les souverains français en Italie au cours du XVIe siècle pour faire valoir ce qu'ils estiment être leurs droits héréditaires sur le royaume de Naples, puis sur le duché de Milan.

#### Première guerre d’Italie (1494-1497)
Charles VIII, roi de France et allié au duché de Milan, sous le prétexte de mener une nouvelle croisade contre l'Empire ottoman et de délivrer Jérusalem, part de Grenoble et franchit le col de Montgenèvre le 2 septembre 1494.
À la mi-février 1495, le roi Alphonse II de Naples abdique et Ferdinand II lui succède. Ce dernier doit fuir devant l’arrivée des troupes françaises le 22 février 1495. 
Une alliance anti-française, la Ligue de Venise, se forme. Charles VIII quitte Naples le 20 mai 1495, avec le gros de son armée. Gilbert de Montpensier, devenu vice-roi, y demeure à la tête d’une garnison française.
Le retour de Charles VIII vers la France s’effectue dans des conditions difficiles et les Français laissés sur les débris du royaume de Naples combattent pour en conserver la possession. Ferdinand II débarque en Calabre et les assiège dans Naples

#### Autres faits marquants
Louis d’Orléans, devenu Louis XII, hérite des droits des Valois sur le royaume de Naples.
Lors de la troisième guerre d’Italie (1500-1504), une fois conquis le duché de Milan, Louis XII se tourne vers le royaume de Naples. Il obtient l’appui du pape Alexandre VI qui reproche au roi Frédéric Ier de Naples de s’être allié aux Turcs. Le 11 novembre 1500, Louis XII signe le traité de Grenade avec Ferdinand II d'Aragon régissant le partage du royaume de Naples : les Pouilles et la Calabre pour l’Aragon, Naples, le Labour et les Abruzzes pour la France.
En 1501, Naples doit faire face à la double offensive franco-espagnole si bien que son roi doit capituler le 26 septembre 1501. Il se réfugie auprès du roi de France, qui lui attribue le titre de duc d'Anjou en contrepartie de son renoncement au royaume de Naples.
Dans le royaume de Naples, l’occupation par les Français de certains territoires contestés entraîne un conflit avec Ferdinand II d'Aragon dès 1502.
Les défaites françaises de Seminara, de Cérignole et du Garigliano contre Gonzalve de Cordoue, entraînent la perte de Naples et, le 1er janvier 1504, la capitulation de Gaëte.
En février 1504 est signé l’armistice de Lyon par lequel Louis XII renonce au royaume de Naples au profit de Ferdinand II d'Aragon et provoque l’installation des Espagnols à Naples.
Le 13 août 1516, par la paix de Noyon, Charles de Habsbourg, devenu roi d’Espagne à la mort de son grand-père Ferdinand II d'Aragon, reconnaît à François Ier sacré roi de France le 25 janvier 1515 la possession du Milanais, contre l’abandon de toute prétention française sur Naples.
Lors de la Septième guerre d'Italie (1526-1529), l'armée française du maréchal de Lautrec assiège la ville entre le 28 avril et le 1er mai 1528. Lautrec, malade, meurt dans la nuit du 15 au 16 août 1528. Le commandement de l'armée, très diminuée, passe au marquis de Saluces. Celui-ci n'a pas d'autre choix que de lever le siège, de partir pour Aversa où il capitule le 30 août après que ce qui reste de son armée ait été écrasée par les Impériaux,.
Le 5 août 1529, la France et les Habsbourg signent la paix de Cambrai.
Le 18 septembre 1544, François Ier et Charles Quint signent la trêve de Crépy-en-Laonnois. François Ier renonce à Naples.

### Naples et l'Empire espagnol

#### Les Habsbourg d'Espagne
Sous les vice-rois, Naples passe de 100 000 à 300 000 habitants et devient la deuxième ville la plus peuplée d'Europe après Paris. Naples est aussi la ville la plus peuplée de l'Empire espagnol. La ville n'est pas une simple province : elle préserve essentiellement son statut juridique et d'un point de vue culturel, la ville se présente comme un laboratoire créatif et politique de l'Espagne, surtout pendant le siècle d'or espagnol. À cette époque la cour de Naples accueille les esprits les plus inventifs de l'empire, dépassant en qualité la cour de Madrid,. En plus, l'énorme population donne une importance économique et politique considérable.
Pedro Alvarez de Tolède est le plus important de ces souverains. Nommé vice-roi de Naples en 1532 il se signale dans ce poste par la vigueur de son caractère: Il engage d’importants travaux, favorise la recherche et améliore les conditions de vie de la population. Il fait construire la principale artère routière, pavant quelques rues, renforçant les murs, érigeant de nouveaux bâtiments et reconstruisant les anciens.

#### Naples humaniste et artistique
Au cours du XVIe et XVIIe siècles la cour de Naples reçoit de grands artistes comme Le Caravage, Salvatore Rosa et Bernini, des philosophes comme Bernardino Telesio (initiateur de la philosophie rationnelle), Giordano Bruno et Tommaso Campanella, et des auteurs tels que Giambattista Marino confirmant son importance européenne.

#### La République napolitaine de 1647
Naples devient surpeuplée. Le régime espagnol très autoritaire finit par provoquer la révolte de juillet 1647 à l'instigation de Masaniello. Les Napolitains décrètent la république et demandent le soutien de la France. Les Espagnols répriment durement l'insurrection et mettent fin à la république l'année suivante (1648) faisant échouer deux tentatives de débarquement français.

#### Éruption du Vésuve en 1631
Après une période d'inactivité de 130 ans, une autre terrible éruption du Vésuve débute le 16 décembre 1631 et dure 17 jours, menaçant directement la ville de Naples.

#### Grande peste de 1656
En 1656, la peste tue la moitié des habitants de Naples.

### Royaume des Deux-Siciles

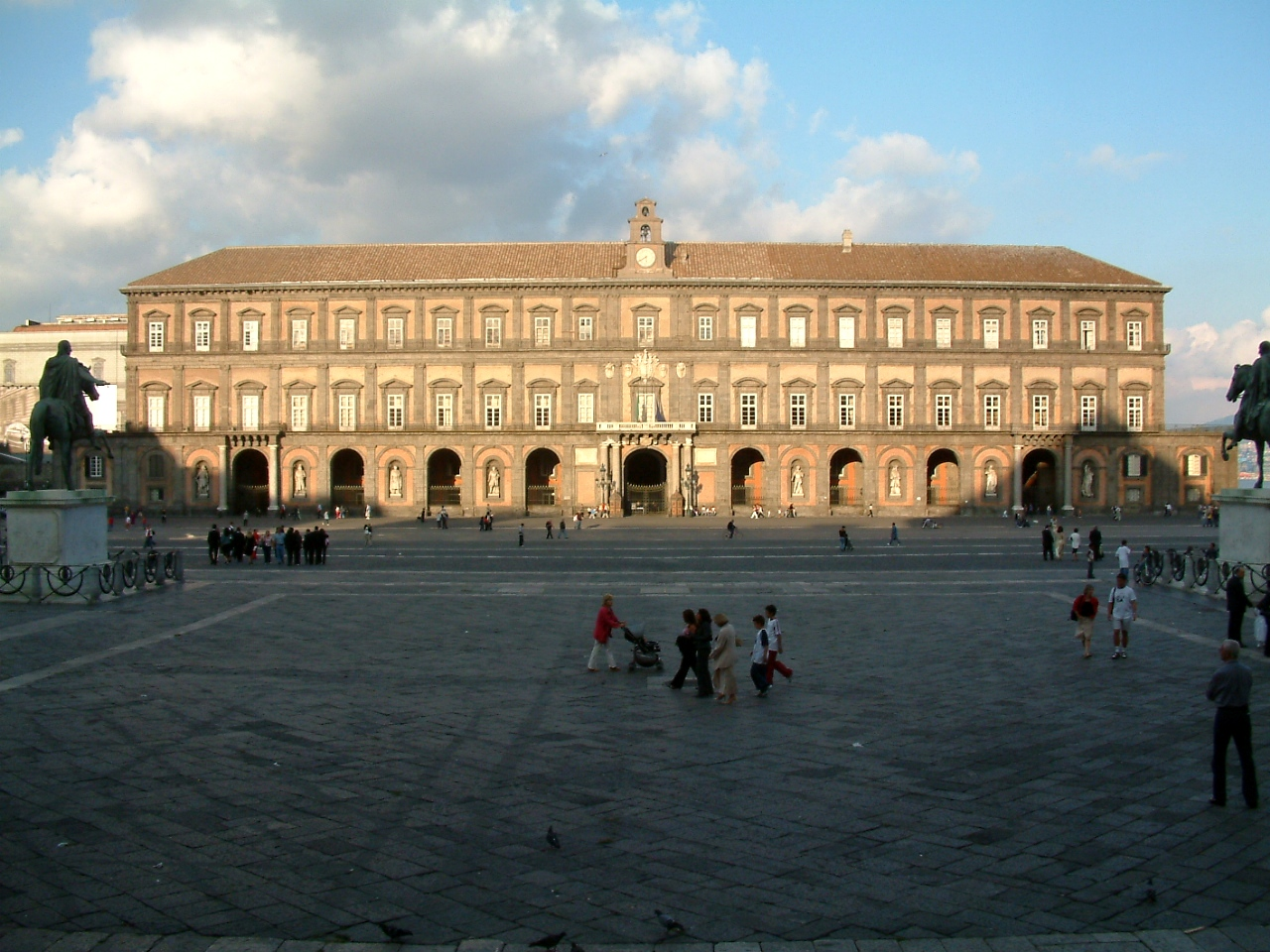
Palais royal de Naples

#### Les Bourbons à Naples
Pendant la Guerre de succession espagnole, l'Autriche conquiert Naples et s’y maintient jusqu'en 1734 lorsque sous Charles III d'Espagne, après la guerre de succession polonaise, le royaume redevient indépendant.
Sous Charles III, Naples est une des principales capitales européennes.
Les Autrichiens, des Habsbourg, sont remplacés par les Espagnols, et en 1734 les deux royaumes sont unis sous Charles de Bourbon.
Charles de Bourbon rénove la ville avec la villa de Capodimonte et le Théâtre de San Carlo, et accueille à la cour des philosophes comme Giovanni Battista Vico et Antonio Genovesi, les juristes Pietro Giannone et Gaetano Filangieri, et les compositeurs Alessandro et Domenico Scarlatti.
Charles quitte Naples en 1759 afin de monter sur le trône d'Espagne.
L'année 1759 marque la séparation définitive du royaume de Naples de la couronne espagnole.
La ville de Naples devient capitale du royaume baptisé par la suite royaume des Deux-Siciles. Charles III de Bourbon, roi d'Espagne cède le trône du nouveau royaume ainsi constitué à son fils Ferdinand un grand bâtisseur qui donne à la ville et à ses environs de nombreux palais et monuments.
Il débute en outre les premières fouilles de la ville romaine disparue, Herculanum. La découverte des vestiges antiques a une grande influence dans le monde des arts, avec le goût du néoclassicisme, dont le palais royal de Caserte est l'un des premiers exemples. Ferdinand IV de Bourbon, époux de Marie-Caroline d'Autriche, sœur de Marie-Antoinette, continue sur la lignée de son père.
Ferdinand IV doit fait face aux courants révolutionnaires et aux troupes françaises (1799).
Les Bourbons engagent des réformes législatives et administratives interrompues par la Révolution française car Ferdinand IV faisait partie de la coalition anti-française avec la Russie, l'Autriche, l'Angleterre et le Portugal.
La population de Naples au début du XIXe siècle est majoritairement constitué par une classe populaire appelée « lazzari  » qui vivent dans une extrême précarité sous le joug de la bureaucratie royale et des propriétaires fonciers.

### La République parthénopéenne
En janvier 1799 les troupes révolutionnaires françaises entrent dans la ville soutenues par une partie de la bourgeoisie mais elles font face à la résistance des « lazzari », un groupe religieux et conservateur.
En 1799, la République supprime les privilèges féodaux sur le modèle de la République française en pensant s'attirer la sympathie de la population. Les intellectuels révolutionnaires méconnaissent les besoins du peuple et ne s'attirent pas la faveur populaire.
En outre, la République, bien que reconnue par la France est de fait sous l'emprise d'une « dictature de guerre » française qui en réduit l'autonomie et l'oblige à contribuer aux énormes dépenses de campagne de l'armée française.
Une forte répression contre les opposants du nouveau régime réduit encore les sympathies populaires,.
En juin 1799, les chefs républicains Francesco Caracciolo, Mario Pagano, Ettore Carafa se rendent. L’amiral Horatio Nelson commande leurs exécutions.
La République est balayée en quelques mois par les armées se réclamant des « lazzari  » commandés par le cardinal laïque Fabrizio Ruffo épaulé par la flotte anglaise.
La répression des partisans de la République napolitaine est brutale et les exécutions sommaires.
Naples est finalement partiellement reconquise par Ferdinand.

### Période napoléonienne (1806-1815)
En 1806, Naples est occupée par les troupes françaises et en 1808 la partie continentale du royaume est placée sous le contrôle du frère de Napoléon, Joseph Bonaparte.
Le 1er août 1808, Joachim Murat succède à Joseph et devient roi de Naples. La constitution prévue par Joseph permet la création d'un Conseil d'État et d'un Parlement composé de cinq chambres : clergé, noblesse, propriétaires, savants, commerçants. Mais ni Joseph, ni Murat ne le convoquent. Au sein du gouvernement, Murat privilégie les Italiens aux Français, ce qui accroît sa popularité.
Sous son règne il fait construire l'École du corps des ingénieurs des ponts et chaussées, crée une administration communale dirigée par un maire et combat le brigandage.
À la chute de Napoléon Bonaparte, Murat essaie de résister aux Bourbons et tente un débarquement en Calabre afin de reprendre le royaume. Une expédition est préparée à la hâte. Partie d'Ajaccio le 28 septembre 1815, elle arrive le 8 octobre devant le petit port calabrais du Pizzo. Croyant soulever l'enthousiasme de la population, Murat et ses partisans débarquent. La foule est hostile car la Calabre a durement été touchée par la répression du brigandage sous le règne de Joachim.
Il est capturé, enfermé dans le petit château du port et fusillé le 13 octobre 1815 ; le royaume revient à Ferdinand de Bourbon.

### Restauration du royaume des Deux-Siciles (1816-1860)
À la chute de Napoléon, Ferdinand retourna à Naples et mena une politique de restauration monarchique qui supprima également les dernières traces de efforts de réformes françaises. Cependant, les Napolitains, qui avaient brièvement bénéficié de celles-ci et devaient maintenant endurer la politique absolutiste des Bourbons, commencèrent à épouser les idées du Risorgimento venant du nord de l’Italie visant la création d’une Italie indépendante.

### La conquête du royaume et l'unification italienne

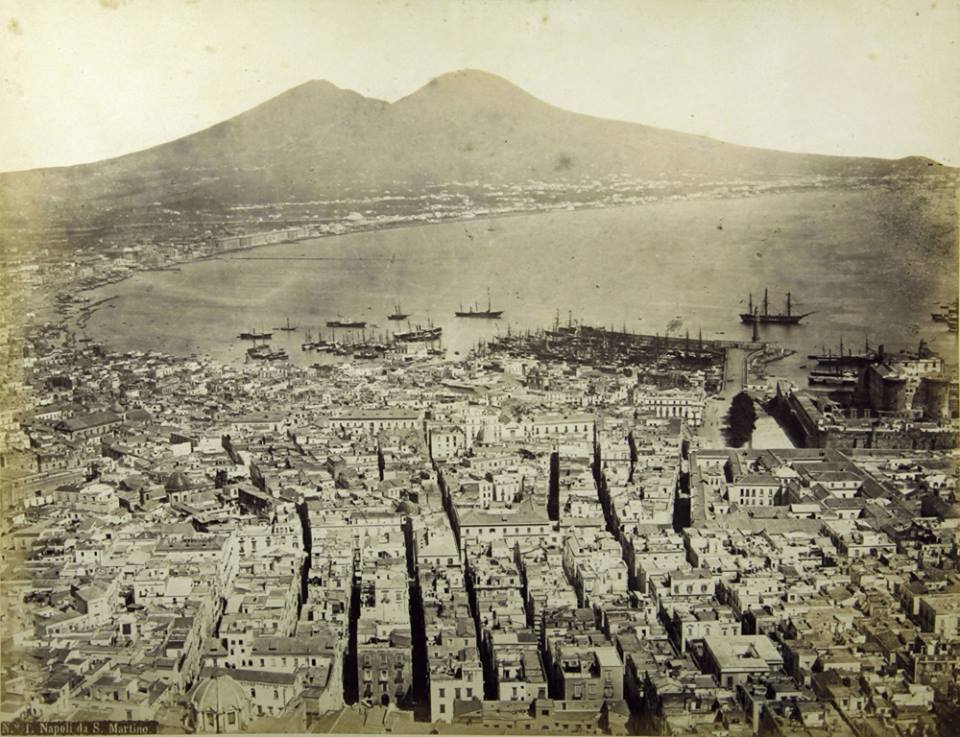
Naples en 1865, par Robert Rive.

Malgré une petite renaissance culturelle et la proclamation d'une constitution le 25 juin 1860, les dernières années du royaume voit augmenter la fracture entre la cour et la classe intellectuelle.
Dans le royaume des Deux-Siciles, le jeune François II qui a succédé à Ferdinand II, son père est mort prématurément, est une proie facile pour les conseillers favorables à la cause de l'unification. Il ne se rend pas compte de la gravité de la situation et croit toujours en la politique de modération, laissant même les carbonari infiltrer l'armée.
Le 6 mai 1860, mille patriotes venus de toutes les régions d'Italie commandés par Giuseppe Garibaldi s'embarquent à Gênes pour prendre possession du royaume des Deux-Siciles et débarquent à Marsala en Sicile.
S'ensuit une succession de batailles (Calatafimi, Milazzo...) remportées par les garibaldiens qui débarquent en Calabre.
Le roi François II abandonne sa capitale, Naples, dans laquelle Garibaldi fait son entrée le 7 septembre 1861.
L'épopée des mille se termine par la rencontre entre Garibaldi et Victor-Emmanuel II qui dissout les troupes garibaldiennes le 26 octobre.
En octobre 1860 un plébiscite met fin au royaume de Deux-Siciles et donne naissance à l'État Italien.
L'annexion du royaume des Deux-Siciles provoque une révolte dans les régions du sud connue sous le nom de brigandage, mouvement insurrectionnel politique et social de l'Italie méridionale, cette révolte est soutenue par les Bourbons en exil et l'Église catholique. Le prix payé est élevé au cours des années 1861-1866, la moitié de l'armée royale intervient dans le Sud du pays où elle est autorisée à fusiller sans procès et à pratiquer des représailles à l'encontre des civils. On estime à 20 000 le nombre de morts. Les répercussions économiques sont nombreuses, l'arsenal de Castellammare di Stabia en Campanie est transféré à Gênes, alors que l'usine sidérurgique de Calabre est démontée pour créer l'Ansaldo, une taxe est imposée sur le pain et le service militaire de quatre ans devient obligatoire.
La Sicile et Naples contribue au nouveau trésor de l'État avec 443 millions de lire, alors que tous les autres états ont donné 224 millions.
L'économie de la zone des Deux-Siciles s'effondre, conduisant à une vague sans précédent d'émigration, avec environ 4 millions de personnes émigrant de la région de Naples entre 1876 et 1913.
Avec l'unification italienne, Naples passe d'un statut de capitale européenne à celui de capitale régionale, provoquant de nombreuses controverses. Même aujourd'hui, de nombreux historiens discutent le choix de la capitale italienne, considérant Rome comme un « choix anachronique ».

### La question du sud

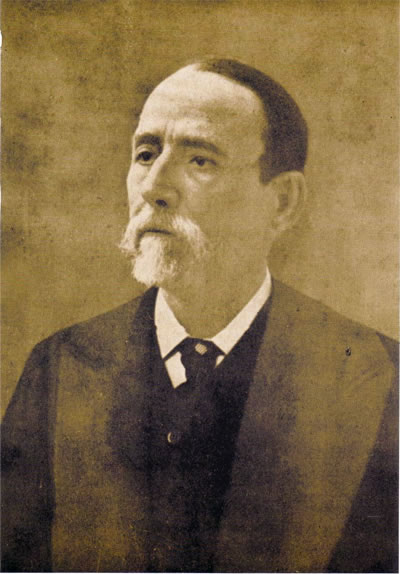
Giustino Fortunato.

En dépit des affirmations largement répandue dans l'historiographie que le Mezzogiorno possédait déjà un problème de retard de développement avant l'unité, les révisionnistes soutiennent que le déclin économique du Sud a commencé après le Risorgimento en raison des politiques gouvernementales peu attentives aux besoins du Sud.
Selon les travaux de Francesco Saverio Nitti, l'origine de la question méridionale a commencé lorsque le capital appartenant au royaume des Deux-Siciles, outre le fait de contribuer en grande partie à la formation du budget national, fut destiné principalement à la consolidation budgétaire du Nord. Nitti énonça, par ses recherches statistiques, que les fonds de développement furent affectés principalement dans les zones septentrionales. Un régime douanier fut mis en place qui transforma le Sud en un marché colonial de l'industrie du Nord et la pression fiscale dans le Sud s'avéra plus importante que dans le Nord.
Giustino Fortunato, accusant une dette de la Banco di Napoli (it) d'un million de lires en trois ans, inventa le terme « carnaval bancaire » pour indiquer le transfert de capitaux du Sud destiné aux industries et aux instituts de crédit du Nord. La révisionniste Nicola Zitasa porta plaintes contre les industriels Carlo Bombrini, Pietro Bastogi et Giuseppe Balduino, les désignant parmi les principaux responsables de l'effondrement économique du Sud après l'unification.
En 1954, l'économiste piémontais Luigi Einaudi, dans son libre Il buongoverno dit :

« Oui, c'est vrai que nous du Nord, nous avons apporté quelque chose de moins et nous avons profité des plus belles dépenses faites par l’État italien après la conquête de l'unité et de l'indépendance nationale. Nous avons péché par égoïsme lorsque le Nord réussit à ceindre d'une forte barrière douanière le territoire national et à assurer à nos industrie le monopole du marché méridional. Nous avons réussi à faire affluer du Sud vers le Nord, une énorme quantité de richesses. »

— Luigi Einaudi

### Seconde Guerre mondiale
Naples a été détruite à moitié entre 1940 et 1941 par les bombardements anglais depuis Malte où ils avaient implanté une base stratégique ensuite par les américains entre 1942 et 1943, à la veille du débarquement de Lampedusa, et finalement par ceux allemands entre 1943 et 1945, après le traité de reddition du 8 septembre quand entre le Roi et les anglo-américains.
Naples fut la première ville italienne à s'insurger contre l'occupation militaire nazie : Du 27 au 30 septembre 1943, lors des quatre journées de Naples, la population locale se soulève et s'attaque aux forces nazies qui occupent la ville. L'armée allemande est mise en déroute avant l'arrivée des Alliés et lorsque peu de jours après, les anglo-américains arrivèrent en ville, ils la trouvèrent déjà libre, et poursuivirent vers Rome.
Ces actions valent à la ville la médaille d’or de la valeur militaire.
À la fin de la guerre, lors du plébiscite pour le passage de la Monarchie à la République, Naples se prononça en faveur de la Monarchie. Cet état de fait s'explique par le fait qu’une grande partie de la population de classe pauvre a été facilement conditionnée par la propagande monarchique.
La République ayant remporté le suffrage en Italie, aucune manifestation de désaccord n'est apparue de la part des napolitains. De nombreuses personnalités comme Enrico De Nicola qui fut même élu président de la République l'ont soutenu.
Durant la guerre, des dizaines de milliers de Napolitains se sont réfugiés dans le réseau de tunnels qui serpente sous la ville, afin d'échapper aux bombardements alliés. En effet, le sous-sol de la ville est percé depuis l'Antiquité. En 100, l'aqueduc souterrain de la Bolla avait été creusé par les Romains afin d'amener de l'eau au centre de Naples. En 1627, à moins 30 mètres, sont creusées des galeries afin d'irriguer le quartier San Ferdinando. Au XVIIe siècle, alors que la cité connaît un fort accroissement démographique, une soixantaine de palais sont construits dans ce quartier, en même temps que des puits avec des citernes reliées à l'aqueduc. En 1848, lors d'une révolte urbaine, le roi Ferdinand II parvient de justesse à fuir, bombardant ensuite la ville avec ses navires ; craignant que cela ne se reproduise, il charge alors l'architecte Enrico Alvino d'édifier un tunnel de 700 mètres reliant son palais à une caserne d'artillerie près du port, assez large pour qu'un carrosse puisse y circuler. En 1855, une tranche de 450 mètres est inaugurée, éclairée par un système moderne au gaz. Toutefois, la dynastie est chassée du trône en 1861 et le reste du projet ne voit pas le jour. Des canalisations sont par la suite installées afin de pallier les risques d'infiltration des égouts vers les aqueducs, qui deux siècles plus tôt avaient causé des épidémies de choléra. En 1939, le tunnel construit par les Bourbons est transformé en abri (avec escaliers d'accès et bancs en bois) et certaines des anciennes citernes elles aussi aménagées, afin d'accueillir la population quand sonnent les sirènes d'alerte aériennes. Après la Seconde Guerre mondiale, une partie des galeries servent à stocker des voitures de contrebandiers confisquées par les autorités policières, plusieurs centaines n'ayant depuis pas bougé, couvertes de rouille. Les galeries sont aussi utilisées comme décharges. Dans les années 1970, la municipalité fait creuser une nouvelle galerie afin d'accueillir un métro. Finalement, seulement 700 mètres sont creusés, un procès ayant établi qu'il s'agissait d'un détournement de fonds publics, laissant depuis cette galerie abandonnée et inondée. Au XXIe siècle, un axe des tunnels souterrains de Naples est ouvert à la visite.

#### La dernière éruption du Vésuve (1944)

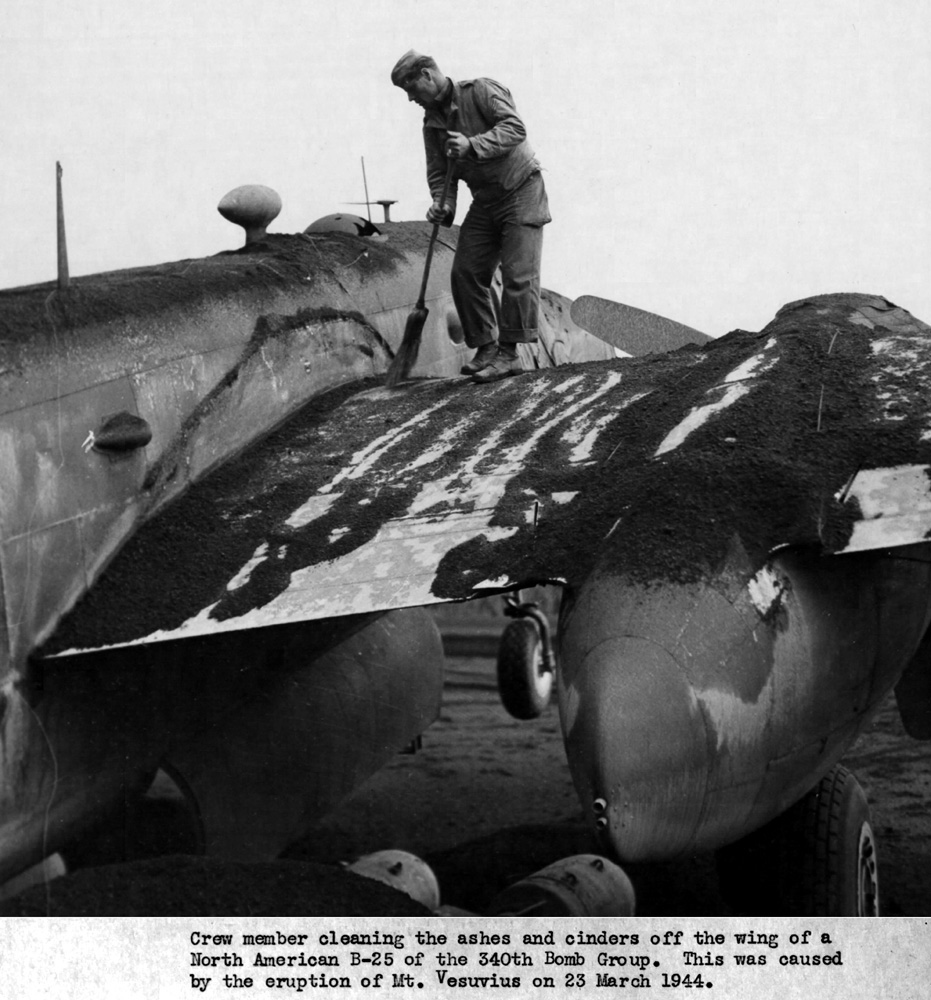
Soldat dégageant la cendre sur l'aile d'un bombardier B-25 américain, en 1944.

La dernière éruption s'est produite les 16 et 29 mars 1944, alors que la Seconde Guerre mondiale continue à faire rage en Italie. Elle a de nouveau détruit San Sebastiano al Vesuvio, Ottaviano, Massa di Somma et une partie de San Giorgio a Cremano. Des fontaines spectaculaires de lave se sont élevées jusqu'à 800 mètres de haut, 26 personnes étaient tuées par la pluie de cendres et le cratère subissait une altération radicale. Cette éruption a parsemé tout le versant méridional de cendres et a été rendue célèbre dans les actualités en raison de la présence anglo-américaine qui occupait Naples à l'époque. 78 à 88 bombardiers B-25 de l'Air Force sont gravement endommagés,.

### Après la guerre
Frappée durement pendant la crise économique de la Première Guerre mondiale, Naples reprend un peu de vigueur pendant la Dictature Fasciste, avant de rechuter lors de l'entrée de l'Italie Fasciste en guerre, aux côtés de l'Allemagne et du Japon. Après la deuxième guerre mondiale, Naples a eu un boom économique : industrie du bâtiment, santé, instruction, travail et devient la troisième ville italienne, pour situation économique, après Rome et Milan.
L'essor économique s'est rapidement ralenti ceci à cause de la Camorra.
Absent des « jeux politiques de Palais » qui se déroulaient à Rome, Naples ne ressentit pas les effets néfastes de la période de la « stratégie de la terreur », qui touchait le centre nord du pays.

### Naples contemporaine
La ville reste le centre politique, économique et social le plus important de l'Italie méridionale assumant progressivement un rôle stratégique aussi bien commercial que militaire en devenant un port majeur de la Méditerranée.
En 1927, Naples a absorbé quelques communautés voisines; la population en 1860 était de 450 000 et a grimpé jusqu'à 1 250 000 en 1971, pour redescendre à environ 1 000 000 en 2001 (la commune de Naples). Aujourd'hui l'agglomération compte environ 5 millions de personnes, le second en Italie après celle de Milan, mais avec une densité de population plus élevée.
En 1928 est réalisé le Funicolare Centrale une ligne de transport reliant le quartier collinaire de Vomero à la Piazzetta Duca D'Aosta qui donne sur la via Toledo.
Naples est un des nœuds routiers et ferroviaires importants du pays.
- Les autoroutes A1 Milan-Rome-Naples, A3 Naples-Reggio de Calabre et A16 Naples-Foggia relient la ville au reste du pays et de l'Europe. La ville est ceinturée par plusieurs rocades, mais qui ne permettent pas de décongestionner le trafic du centre. La circulation en ville en dehors des grandes artères est difficile et mal organisée.
- Le réseau ferroviaire se déploie principalement au nord et à l'est de la ville.

Une ligne du TGV italien (TAV) a été inaugurée en 2007 reliant la gare de Naples-Centrale à Rome puis Florence-Milan, mettant cette dernière à 3h30 de voyage seulement. Le contrat relatif à la construction d'une autre ligne à grande vitesse reliant Naples à Bari en passant Foggia a été signé en décembre 2017.
- Le métro de Naples comprend pour l'heure 8 lignes, mais est appelé à se développer de manière importante au cours des prochaines années.
- L'aéroport (Aeroporto internazionale di Napoli) se situe à 9 km du centre. Il engendre un trafic de 5 millions de passagers par an et est en cours de transformation pour augmenter sa capacité.
- Le port de Naples est le point de départ de nombreux ferrys à destination des îles environnantes et pour les îles principales du pays, ainsi que de bateaux de croisières. Le trafic de marchandises est relativement faible en comparaison des autres ports du pays, mais reste actif et stratégique pour le sud du pays.

Naples connait de gros problèmes sociaux. Le taux de chômage avoisine les 25 % de la population active et la pauvreté règne sur près de 32 % de la population. Même si ces statistiques doivent être relativisées à cause notamment du travail au noir qui caractérise une bonne partie de l'économie de la ville.
Très présente dans les quartiers populaires, la mafia locale (Camorra) y exerce, aujourd'hui encore, une activité très développée. Le livre et le film Gomorra, sortis en 2008, décrivent la réalité mafieuse dans le quartier défavorisé de Scampia. Les règlements de compte de la Camorra font généralement une centaine de morts chaque année.
Le crime organisé est profondément enraciné à Naples. Le Camorra, les gangs napolitains et les familles, ont une longue histoire. En 2004, plus de 120 personnes sont mortes à Naples dans les massacres de la Camorra, plusieurs des décès sont liés au trafic de drogue.
Naples est classée quatrième ville d'Italie après Milan, Rome et Turin, pour la puissance économique. Métropole cosmopolite et florissante elle se classe au 91e rang mondial pour le pouvoir d'achat, avec un PIB de 43 milliards de dollars, dépassant ainsi l'économie de Budapest et Zurich. Le port de Naples est l'un des plus importants d'Europe et le deuxième au monde après celui de Hong Kong pour le flux de passagers.
Pour redonner à la ville son rôle de capitale européenne, le gouvernement italien a proposé sa candidature pour le siège de l'institution européenne ACP, Banca Euromed, etc..
En 2004, Naples devait accueillir la compétition de voile la Coupe de l'America, mais les problèmes étaient si importants que les organisateurs ont transféré la compétition à Valence (Espagne).

### Naples entre situations d'urgence et développement

#### Risques naturels
À mi-chemin entre 2 volcans (Vésuve à l'est et Champs Phlégréens à l'ouest), Naples est soumise au risque volcanique.
Le 7 avril 1906 éruption du Vésuve: Destruction de Boscotrecase et Ottaviano. Reprise de l'activité du volcan en 1944, avec des éruptions spectaculaires. Les 4 millions d'habitants de l'agglomération seraient en danger en cas d'éruption explosive du Vésuve accompagnée de nuées ardentes (du même type qu'à Pompéi). En 1984, 40 000 personnes ont dû être évacuées à la suite d'une alerte sur les Champs Phlégréens. Afin d'anticiper les risques d'une éruption volcanique, des plans d'évacuation de la ville sont à l'étude.
Naples est aussi soumise au risque sismique, comme en témoignent les destructions causées par les séismes de 1930 et 1980 dont les épicentres se situaient dans l'Irpinia. Pendant le tremblement de terre de novembre 1980, qui détruisit presque entièrement l'Irpinia, Naples souffrit du reflux de réfugiés, qui compliquèrent la précaire situation démographique et urbanistique de la ville, bondée et étranglée de routes étroites et insalubres, vieilles et inadaptés.
En 1884, Naples est victime d'une épidémie de choléra dont les causes principales sont en grande partie l'absence d'infrastructure d'assainissement de la ville. En 1885, les mesures du gouvernement pour améliorer les conditions sanitaires dans les bidonvilles napolitaines s'avèrent en grande partie inefficaces.

#### Problèmes endémiques
Au début du XXe siècle, les efforts d'industrialisation sont entravés par la corruption et le manque d'infrastructures. Face à un ralentissement de la situation économique, les Napolitains les plus pauvres émigrent vers le Nord ou en outre-mer aux États-Unis et en Argentine.
Un fonds spécial de financement pour le sud la « Cassa per il Mezzogiorno » est instauré par le gouvernement italien de 1950 à 1984. Celui-ci permet à l'économie locale d'améliorer les monuments de la ville, comme la Piazza del Plebiscito en cours de rénovation. Toutefois, les taux de chômage élevé et les problèmes de gestion des déchets continuent d'affecter Naples ; les médias italiens ont attribué les questions d'élimination des déchets de la ville à l'activité du réseau de la criminalité organisée la Camorra.
En 2007, le gouvernement de Silvio Berlusconi a tenu d'importantes réunions à Naples afin de démontrer sa volonté de résoudre ces problèmes.

## Chronologie de l’histoire napolitaine

### Naples gréco-romaine
- IIe millénaire av. J.C. – premières colonies mycéniennes établies dans la région de Naples (Afragola)[38].
- IXe siècle av. J.-C. – Des colons grecs originaires de l’île de Rhodes fondent sur l’îlot de Mégaride un premier habitat. Par la suite, avec le soutien des habitants de Cumes, ils fondent Partenope sur le promontoire de Pizzofalcone.
- 500/450 av. J.-C. – Fondation de la nouvelle zone urbaine de Neapolis (Nouvelle ville), dans la plaine (l’actuel centre historique) : le précédent habitat sur la colline de Pizzofalcone est appelé Paleopolis. Environ 8000 habitants.
- IVe siècle av. J.-C. – Construction de l'aqueduc gréco-romain.
- 328 av. J.-C. – Naples est défait par Rome ; un traité garantit l’indépendance de la cité.
- -90/-89 av. J.-C. – Rome concède aux habitants de Campanie la citoyenneté romaine.
- vers -37 av. J.-C. – Construction de la Crypta Neapolitana.
- 62 – Un tremblement de terre endommage Neapolis et d’autres cités localisées aux pieds du Vésuve.
- 79 – Une terrible éruption du Vésuve détruit Pompéi, Herculanum et Stabies.
- 190 – Création du diocèse catholique de Naples (date approximative)[39].
- IIIe s. – Les Catacombes de San Gennaro sont en usage.
- 476 – A Castrum Lucullianum (Castel dell'Ovo) est emprisonné le dernier empereur d’occident Romulus Augustule, qui y meurt en 511.

### Le duché de Naples
- 536 –  Bélisaire conquiert Naples en entrant dans la cité par l’aqueduc. Un duché sous l’hégémonie de Byzance est constitué.
- 542–543 – Siège et prise de Naples par les Goths[40].[Pas dans la source]
- 600 – La cité repousse un siège lombard.
- 763 – Naples devient un duché autonome, sous le duc Stéphane qui se fait nommer évêque.
- 902 – Après avoir résisté à de nombreux assauts, les Napolitains battent les Sarrasins lors de la bataille sur le fleuve Garigliano.
- Xe s. – Création de l'archidiocèse catholique romain de Naples[39].
- 1027-1030 – Pandulf IV de Capoue au pouvoir[40].[Pas dans la source]

### Naples normand et suédois
- 1139 – Les Napolitains remettent leur ville à Roger le Normand, roi de Palerme.
- 1165 – Guillaume I fait construire le premier château napolitain : le Castel Capuano.
- 1191 – Naples parvient à résister aux Souabes après un siège de mai à août.
- 1194 – Naples est conquise par les Souabes.
- 1224 – Frédéric II fonde à Naples la première Université d’État appelée « lo Studio ».

### Le règne des Anjou
- 1266 – Charles Ier d'Anjou entre en ville ; la dynastie des Anjou accède au trône et la capitale du royaume de Sicile est déplacée de Palerme à Naples.
- 1278 – La ville compte 25 000 habitants.
- 1279 – Début de la construction du Maschio Angioino (ou Castel Nuovo) sur le modèle du château d'Angers.
- 1309 – Robert d'Anjou est proclamé roi de Naples.
- 1313 – Construction de la cathédrale de Naples.
- 1324 – 1329 – Tino di Camaino, Giotto et Giovanni Boccaccio arrivent à la cour d’Anjou à Naples.
- 1340 – Achèvement de l'église Santa Chiara.
- 1343 – Pétrarque séjourne à Naples, au couvent de San Lorenzo. Forteresse Sant'Elmo agrandie.
- 1349 – Tremblement de terre.
- 1368 – La chartreuse San Martino est inaugurée.
- 1438 – René d’Anjou accède au trône.

### La période aragonaise
- 1443 – Alphonse d’Aragon entre en ville et chasse les Anjou. Naples devient la capitale de la Couronne d'Aragon[41]. Avec la dynastie aragonaise commence la période humaniste de la culture méridionale.
- 1465 – Population estimée à 49 000 habitants.
- 1471 – Presse à imprimer en fonctionnement[42].[Pas dans la source]
- 1474 – Réalisation du retable Strozzi, la première image importante de la cité.
- 1484 – Construction de la porta Capuana et de la porta Nolana.
- 1485 – Ferdinand Ier de Naples met en échec la révolte des Barons à Castel Nuovo.
- 1487 – Construction de la Villa Poggio Reale commencée par Alphonse II.
- 1495 – Charles VIII de France conquiert Naples.

### Vice-royaume espagnol
- 1503 – Consalvo di Córdoba, émissaire du souverain d’Espagne entre en ville et établit une longue période de souveraineté espagnole.
- 1528 – Siège de Naples.
- 1532 – Don Pedro de Tolède est le nouveau vice-roi et met en chantier l’extension de la ville.
- 1550 – La ville compte plus de 150 000 habitants.
- 1564 – Construction du Couvent Sant'Antonio a Port'Alba.
- 1584 – Construction en style Renaissance de l'église du Gesù Nuovo.
- 1600 – Début de la construction du Palais Royal, d’après un projet de Domenico Fontana.
- 1606 – Le Caravage arrive à Naples.
- 1630 – Achèvement de San Paolo Maggiore.
- 1631 – Violente éruption du Vésuve qui menace Naples qui est sauvée, en remerciement les Napolitains construisent la guglia di San Gennaro, patron de la ville.
- 1647 – Tommaso Aniello (Masaniello) prend la tête de la révolte anti-espagnole qui est réprimée dans le sang.
- 1650 – La population s'élève à 450 000 habitants, ce qui en fait une des villes les plus peuplées d'Europe aux côtés de Londres et Paris.
- 1656 – La grande épidémie de peste de Naples fait perdre à la ville le tiers de sa population. Ouverture du cimetière Fontanelle.
- 1667 – Fondation de San Gennaro dei Poveri.
- 1680 – La ville ne compte plus que 200 000 habitants.
- 1688 – Un terrible tremblement de terre provoque d’énormes dommages : colonnes du temple des Dioscures, façade de l’église San Paolo Maggiore.

### Vice-royaume autrichien
- 1707 – Début de la période du vice-royaume autrichien.
- 1723 – Pietro Giannone est persécuté par l’Église pour ses écrits Istoria civile del Regno di Napoli, et se réfugie à Vienne.
- 1730 – Construction du Palais Serra di Cassano.
- 1732 – Fondation de l'Instituto Cinese sur les études asiatiques (actuelle université L'Orientale)

### Première période des Bourbons
- 1734 – Grâce à Charles de Bourbon, couronné Charles III, Naples redevient un royaume autonome indépendant.
- 1738 – Début des fouilles d’Herculanum.
- 1739 – Ouverture du Teatro San Carlo, plus grand opéra d'Europe.
- 1743 – Création de la manufacture de porcelaine de Capodimonte.
- 1748 – La population est de 400 000 personnes.
- 1751 – Début de la construction de l'hôpital Real Albergo dei Poveri.
- 1752 – Création de l'Académie des Beaux-Arts de Naples.
- 1753 – Construction du palais de Caserte par Charles III, se voulant le Versailles napolitain.
- 1759 – Charles abandonne le trône de Naples et retourne à Madrid pour prendre celui d’Espagne. Le trône de Naples est occupé par son fils Ferdinand. Construction du palais de Capodimonte.
- 1775 – Le duc de Noja, Giovanni Carafa, réalise le premier plan moderne de Naples.
- 1777 – L’Université est déplacée au Collegio dei Gesuiti qui sont expulsés du royaume ; l’ancien palais des Studi est transformé en musée par Ferdinando Fuga.
- 1778 – Construction du Palais Doria d'Angri.
- 1779 – Inauguration du Teatro del Fondo (actuel Teatro Mercadante).
- 1780 – Construction des jardins de la Villa Comunale[40].[Pas dans la source]
- 1787 – Fondation de la Real Accademia Militare (Ecole Militaire Royale), une des plus anciennes du monde.
- {{pas dans la source[1790 – Fondation de la Bibliothèque Nationale Vittorio Emanuele III[40].}}
- Janvier 1799 – Occupation française au cours de laquelle se répandent les idées d'unité nationale. Fuite à Palerme du roi Ferdinand IV, un groupe de patriotes et intellectuels proclament la République parthénopéenne. Mais au mois de juin, Ferdinand de Bourbon retrouve son trône et la révolution est réprimée.

### La décennie française
- 1804 – Ouverture au public de la Reale Biblioteca di Napoli.
- 1806 – Napoléon Bonaparte cède le royaume de Naples à son frère Joseph.
- 1807 – Ouverture du Jardin Botanique.
- 1808 – Joachim Murat succède à Joseph Bonaparte et engage des réformes administratives et des travaux publics.
- 1811 – Ouverture du Musée zoologique.
- 1815 – Restauration de la dynastie des Bourbons. Murat est fusillé à Pizzo Calabro ; Ferdinand recouvre le trône qui est dénommé royaume des Deux-Siciles.

### Restauration monarchique
- 1816 – Ouverture du Real Museo Borbonico, futur Musée archéologique national.
- 1819 – Ouverture de l'Observatoire astronomique de Capodimonte. Construction de la villa Floridiana.
- 1820 – Le roi après les rébellions de juillet, concède une Constitution qu’il abroge après quelques mois.
- 1826 – Construction de la Villa Pignatelli ; ouverture du cimetière anglais.
- 1835 – Création de l'opéra Lucia di Lammermoor de Donizetti[43].
- 1839 – La ligne de chemin de fer Naples - Portici, la première d’Italie, est inaugurée.
- 1841 – Création de l'Observatoire du Vésuve, + vieil organisme volcanologique du monde.
- 1846 – Achèvement de la basilique San Francesco di Paola et de la place du même nom en style néoclassique.
- 1848 – les insurrections révolutionnaires aboutissent à la mise en place d’un parlement et d’une nouvelle constitution ; l’année suivante le parlement est dissous.
- 1859 – À la mort de Ferdinand, François II est proclamé roi et est le dernier suzerain du royaume des Deux-Siciles.

### Naples après l’Unité italienne

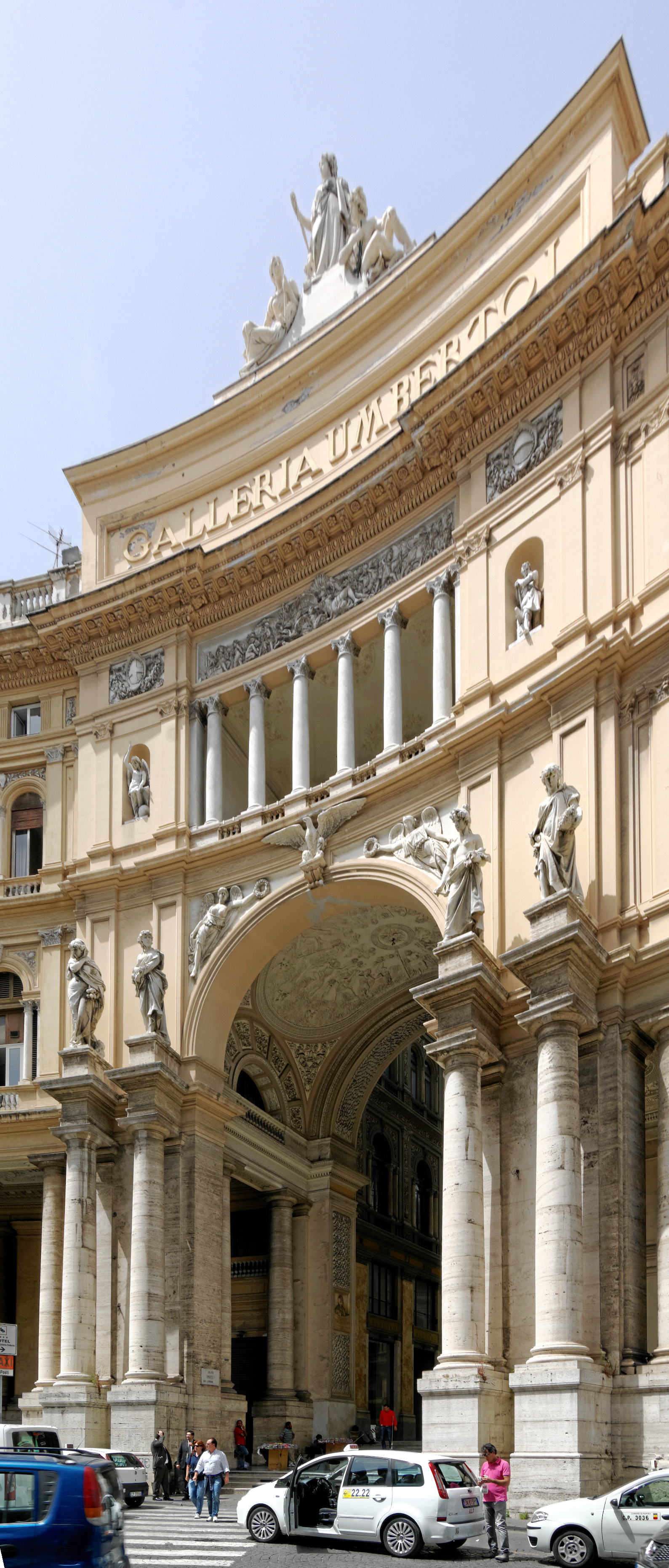
La Galleria Umberto I à Naples.

- 1860 – Garibaldi entre à Naples ; avec le plébiscite populaire du 21 octobre, le Royaume est annexé au Piémont. Ouverture du Caffè Gambrinus.
- 1861 – La ville compte 480 000 habitants.
- 1862 – Construction de l'église anglicane de Naples[40].[Pas dans la source]
- 1866 – Ouverture de la gare Napoli Centrale.
- 1869 – Ouverture au public de la Villa Comunale.
- 1871 – Population : 490 000.
- 1872 – Ouverture de la Stazione Zoologica Anton Dohrn sur la biologie marine.
- 1874 – Mise en service du tramway de Naples.
- 1880 – Inauguration du funiculaire du Vésuve.
- 1881 – Population : 535 000 habitants.
- 1884 – Terrible épidémie de choléra[44].
- 1885 – Après l’épidémie est mis en route le Risanamento, avec la restructuration de quartiers populaires et la création, entre autres, du Corso Umberto I et de la Galleria Umberto I.
- 1889 – Le premier funiculaire citadin est en fonction : le funiculaire de Chiaia relie le Vomero au centre-ville.
- 1892 – Parution du quotidien napolitain Il Mattino.
- 1899 – Ouverture du premier tronçon de la Ferrovia Cumana.
- 1901 – 621 000 habitants.
- 1920 – Fondation de l'Université de Naples Parthenope.
- Années 1920 – L'architecture fasciste entre en ville : naissance du Rione Carità, à la place du quartier San Giuseppe.
- 1921 – La ville compte 860 000 habitants.
- 1925 – Ouverture des gares de Mergellina et de Campi Flegrei.
- 1926 – Création du club de football SSC Napoli.
- 1928 – Inauguration du Funiculaire Centrale.
- 1931 – Mise en service du funiculaire de Mergellina.
- 1935 – Ouverture de l'hippodrome d'Agnano.
- 1936 – Inauguration de la nouvelle Gare maritime de Naples.
- 1940 – Ouverture de la Mostra d'Oltremare, ensemble de bâtiments d’expositions et de spectacles promu par le régime fasciste.
- 1940 à 1943 – Plusieurs bombardements touchent la ville.

### Naples contemporain
- 1943 – Lors de la «Rébellion des quatre jours » (Quattro Giornate di Napoli), les Napolitains repoussent les troupes allemandes hors de la ville et ouvrent les portes aux alliés.
- 1944 – Naples occupée par les Américains ; dernière éruption du Vésuve.
- 1945 – Avec Napoli milionaria, commencent les succès des œuvres d’Eduardo De Filippo.
- 1949 – Ouverture au public du zoo de Naples.
- 1950 – Ouverture de l'aéroport de Naples aux vols commerciaux.
- 1951 – La ville dépasse les 1 million d'habitants.
- 1952 – L’armateur Achille Lauro devient maire de Naples ; début des grandes spéculations immobilières.
- 1954 – Naples accueille l'exposition internationale de la navigation.
- 1957 – Inauguration du Musée national de Capodimonte réaménagé.
- 1959 – inauguration du Stade San Paolo.
- 1960 – La gare de Napoli Centrale est reconstruite.
- 1963 – Francesco Rosi tourne « Main basse sur la ville », dénonçant le climat social et politique de l’époque.
- 1965 – Ouverture du parc d'attractions Edenlandia.
- 1971 – La population atteint son record historique avec 1 250 000 habitants dans la ville.
- 1975 – Ouverture de l’autoroute de contournement ou périphérique de Naples (« tangenziale »), qui traverse la ville d’est (Capodichino) en ouest (Agnano, Pouzzoles).
- 1980 – Un fort tremblement de terre dont l’épicentre se situe en Irpinia endommage le patrimoine architectural et artistique de Naples (dont l'Albergo dei Poveri).
- 1982 – Sur la base des nouvelles normes anti-sismiques, de nouvelles constructions sont édifiées, comme le quartier d'affaires Centro Direzionale.
- 1989 – Le SSC Napoli remporte la Coupe UEFA 1988-1989.
- 1991 – Le Vésuve est classé Parc National.
- 1993 – Antonio Bassolino, personnalité progressiste, est élu maire, c’est le début d’une période appelée Nuovo Rinascimento Napoletano. La première ligne du métro de Naples (Linea I) est inaugurée.
- 1994 – Naples accueille le G7 et donc des personnalités importantes, attirant l’attention des media. Cet événement contribue à susciter une relance de l’image de la ville.
- 1995 – Le Centre Historique de Naples est inscrit sur la liste du Patrimoine Mondial de l'UNESCO.
- 1996 – Ouverture de la Citta della Scienza.
- 2001 – La population retombe à 1 million d'habitants.
- 2002 – Création du parc submergé de Gaiola.
- 2005 – Ouverture du Musée d'Art contemporain Donnaregina et du Palais des Arts de Naples (PAN).
- 2007 – La guerre de la Camorra, la « crise des déchets », la recrudescence de la criminalité portent un nouveau coup à l’image de Naples dans le monde.
- 7 décembre 2017 : l'UNESCO annonce que L'art traditionnel des pizzaiuoli napolitains (qui font valser la pâte dans les airs) entre au patrimoine culturel immatériel de l'humanité.
- 2021 – Population : 920 000 habitants.
- 2027 – Naples accueille la compétition nautique de la Coupe de l'America[45],[46].